# Ашавеј (Роуд Ајланд)
Ашавеј (енгл. Ashaway) насељено је место без административног статуса у америчкој савезној држави Роуд Ајланд.

## Демографија
По попису из 2010. године број становника је 1.485, што је 52 (-3,4%) становника мање него 2000. године.
| Група             | 2000.         | 2010.         |
| Белци             | 1.465 (95,3%) | 1.379 (92,9%) |
| Афроамериканци    | 9 (0,6%)      | 13 (0,9%)     |
| Азијати           | 16 (1,0%)     | 13 (0,9%)     |
| Хиспаноамериканци | 21 (1,4%)     | 42 (2,8%)     |
| Укупно            | 1.537         | 1.485         |